# Dewanganj (Népal)
Pour les articles homonymes, voir Dewanganj.
Dewanganj (en népalais : देवानगञ्ज) est un comité de développement villageois du Népal situé dans le district de Sunsari. Au recensement de 2011, il comptait 7 484 habitants.